# Michael Mancuso
Michael "The Nose" Mancuso (nacido el 18 de julio de 1955) es un gánster estadounidense. Es miembro de la Mafia estadounidense y es el jefe de la familia Bonanno una de las Cinco Familias de Nueva York. En junio de 2013, mientras estaba encarcelado, fue elegido como nuevo jefe oficial de la familia Bonanno. El 12 de marzo de 2019, Mancuso salió de la cárcel.

## Biografía
Durante los primeros años de la década de 1980, antes de unirse a la familia Bonanno, Mancuso estuvo afiliado a la East Harlem Purple Gang. En agosto de 1984, Mancuso disparó mortalmente a su esposa Evelina y dejó su cuerpo en un banco frente al Hospital Jacobi en el Bronx. Mancuso se declaró culpable de homicidio involuntario de su esposa y recibió una condena de 10 años de prisión.
En 2004, el jefe en funciones Vincent Basciano le ascendió al puesto de subjefe en funciones. Se convirtió en jefe en funciones en noviembre de 2004, después de que Basciano fuera encarcelado. En mayo de 2005, Joseph Massino implicó a Mancuso en el asesinato de Gerlando Sciascia en 1999. A principios de 2006, Basciano supuestamente ordenó el asesinato de Mancuso.
El 16 de febrero de 2006, Mancuso fue detenido en Las Vegas por ordenar el asesinato de su socio Randolph Pizzolo el 30 de noviembre de 2004. Mancuso siguió las órdenes del jefe en funciones encarcelado Vincent Basciano y organizó el asesinato de Pizzolo. El golpe lo llevó a cabo el soldado Anthony "Ace" Aiello. El 6 de agosto de 2008, Mancuso y el soldado Aiello se declararon culpables del asesinato de Pizzolo. El 16 de diciembre de 2008, el juez Nicholas Garaufis condenó a Mancuso a 15 años de prisión y a Aiello a 30 años por el asesinato de Pizzolo.
En junio de 2013, Mancuso, mientras estaba encarcelado durante los siguientes cinco años, fue elegido como el nuevo jefe oficial de la familia. Mancuso controla la familia a través de sus socios del Bronx y su subjefe Thomas DiFiore. Nombró a Joseph Cammarano Jr como jefe callejero de la familia Bonanno y también como subjefe en funciones en 2015. En abril de 2015, se informó de que Mancuso estaba encarcelado en la Institución Correccional Federal, Danbury, en Danbury, Connecticut. El 12 de marzo de 2019, Mancuso fue liberado de la custodia federal.
El 9 de marzo de 2022, Mancuso fue detenido y está siendo investigado por violar las condiciones de su libertad supervisada al asociarse con miembros del crimen organizado.